# Carybdea confusa
Carybdea confusa là một loài thích ty bào có độc thuộc họ Carybdeidae, lớp Cubozoa. Loài này thường được ghi nhận trong các đám tảo bẹ ngoài khơi bờ biển California.